# Lijst van rijksmonumenten in Bakkeveen
De plaats Bakkeveen (Bakkefean) telt 10 inschrijvingen in het rijksmonumentenregister. Hieronder een overzicht. 
| Object | Oorspronkelijke functie? | Bouwjaar                                                                              | Architect                          | Locatie              | Coördinaten?                 | Nr.?   | Afbeelding |
| --- | ------------------------ | ------------------------------------------------------------------------------------- | ---------------------------------- | -------------------- | ---------------------------- | ------ | --- |
| Kop-hals-rompboerderij met lang voorhuis met brede topgevel aan de wegzijde en met topschoorsteen met bord                                | Boerderij                | 1784                                                                                  |                                    | Foarwurker Wei 5     | 53° 4' 58" NB, 6° 15' 12" OL | 31804  | Meer afbeeldingen |
| Kleine kop-rompboerderij met zesruitsvensters, kleine lichtopeningen in de top en topschoorsteen met bord                                 | Boerderij                |                                                                                       |                                    | Houtwal 14           | 53° 4' 26" NB, 6° 15' 50" OL | 31805  | Meer afbeeldingen |
| Langgerekte schaapskooi met houten wanden en rietdekking met een met pannen belegde druipstrook                                           | Boerderij                | 19e eeuw                                                                              |                                    | bij Tsjerkewâl 31    | 53° 4' 34" NB, 6° 15' 46" OL | 31807  | Meer afbeeldingen |
| Boerderij met kort laag voorhuis onder rieten zadeldak en brede schuur met voor- en achterschild onder rieten dak                         | Boerderij                | mog. 18e eeuw                                                                         |                                    | Mjumster Wei 37      | 53° 5' 6" NB, 6° 16' 4" OL   | 31808  | Meer afbeeldingen |
| Woning met zesruitsvensters en kleine topvensters onder breed zadeldak met topschoorsteen met bord en stal in het verlengde van de woning | Boerderij                | 1753                                                                                  |                                    | Weverswal 13         | 53° 4' 54" NB, 6° 15' 21" OL | 31809  | Woning met zesruitsvensters en kleine topvensters onder breed zadeldak met topschoorsteen met bord en stal in het verlengde van de woning |
| Boschzicht | Boerderij                | mog. 18e eeuw (kern) ca. 1900 (verb.)                                                 |                                    | Weverswal 32         | 53° 5' 6" NB, 6° 15' 7" OL   | 31810  | Meer afbeeldingen |
| De Slotplaats | Woonhuis                 | 1818 (voorhuis) 1922 (verb.) 1986 (verb.)                                             | W.J. Gerretsen en P.H. Endt (1922) | Foarwurker Wei 3     | 53° 5' 1" NB, 6° 15' 5" OL   | 513172 | Meer afbeeldingen |
| De Slotplaats, zonnewijzer | Tuin, park en plantsoen  | 1750                                                                                  | waarsch. J.H. Knoop                | bij Foarwurker Wei 3 | 53° 5' 1" NB, 6° 15' 4" OL   | 513173 | Meer afbeeldingen |
| De Slotplaats, Burmaniazuil | Tuin, park en plantsoen  |                                                                                       |                                    | bij Foarwurker Wei 3 | 53° 5' 1" NB, 6° 15' 4" OL   | 513174 | Meer afbeeldingen |
| De Slotplaats, bos en tuin | Tuin, park en plantsoen  | 17e eeuw 18e eeuw begin 19e eeuw (Sterrebos) in of kort na 1922 (voor- en achtertuin) | W.J. Gerretsen en P.H. Endt (1922) | bij Foarwurker Wei 3 | 53° 5' 1" NB, 6° 15' 4" OL   | 513175 | Meer afbeeldingen |